# Wings (Little Mix-låt)
Wings är en låt av den brittiska tjejgruppen Little Mix som släpptes den 2 juli 2012. Låtens genre är pop.